# 平澤隆司
平澤 隆司（ひらさわ たかし、1978年11月7日 - ）は、日本の美容師。神奈川県川崎市出身。セントラルジャパン所属。

## 人物・来歴
実家は美容院で、両親も美容師。小さい頃からピアノを習い、中学・高校時代は吹奏楽部に所属し、フルートを演奏した。専門学校東京ミュージック&メディアアーツ尚美に進学し、卒業後は音楽の道から美容師への道に進む。
青山の美容院「マックスブロンド」に勤務し、多くの芸能人やファッションモデルなどを手がけ、美容室の顧客のみならずファッション業界でも評価される。

## 出演
レギュラー番組
- おネエ★MANS （日本テレビ）

ゲスト出演
- 中居正広のミになる図書館(2014年5月27日 - テレビ朝日)

## 書籍
- 美髪宣言（ゴマブックス）